# Pomnik pielgrzymki rycerza Andrzeja Ciołka w Warszawie
Pomnik upamiętniający podróż Andrzeja Ciołka do Hiszpanii w 1404 r. Powszechnie sądzono, że udał się on na pielgrzymkę do Santiago de Compostela, jednak dostępne dokumenty tego nie potwierdzają. Wiadomo jest, że dotarł on na dwór króla aragońskiego Marcina w Barcelonie.
Pomnik zlokalizowany jest w Warszawie na terenie Kabat i parku Przy Bażantarni przy skrzyżowaniu Alei Komisji Edukacji Narodowej i Alei Kasztanowej w pobliżu ul. Kazimierza Jeżewskiego.

## Historia
W 2000 roku Wyższa Szkoła Humanistyczna im. Aleksandra Gieysztora w Pułtusku postanowiła uczcić fakt przyjęcia jej w skład Stowarzyszenia Uniwersytetów Compostela. Z tej okazji oraz w związku z kampanią Rady Europy pt. „Europa, wspólne dziedzictwo” ufundowała głaz wraz z umieszczoną na nim tablicą upamiętniający rzekomą pielgrzymkę Andrzeja Ciołka herbu Ciołek do Santiago de Compostela, odbytą w 1404 r. 
W 2000 r. w porozumieniu z władzami dzielnicy Ursynów umieszczono ten pomnik przy skrzyżowaniu al. Komisji Edukacji Narodowej i Alei Kasztanowej na Kabatach. Lokalizacja została podyktowana tym, że powszechnie uważa się, iż Andrzej Ciołek z Żelechowa był właścicielem Kabat, co jednak nie jest prawdą (wieś ta należała do jego ojca Andrzeja Ciołka, wojewody mazowieckiego, a potem do jego bratanka, Andrzeja Ciołka, syna Wiganda z Powsina).

## Kształt

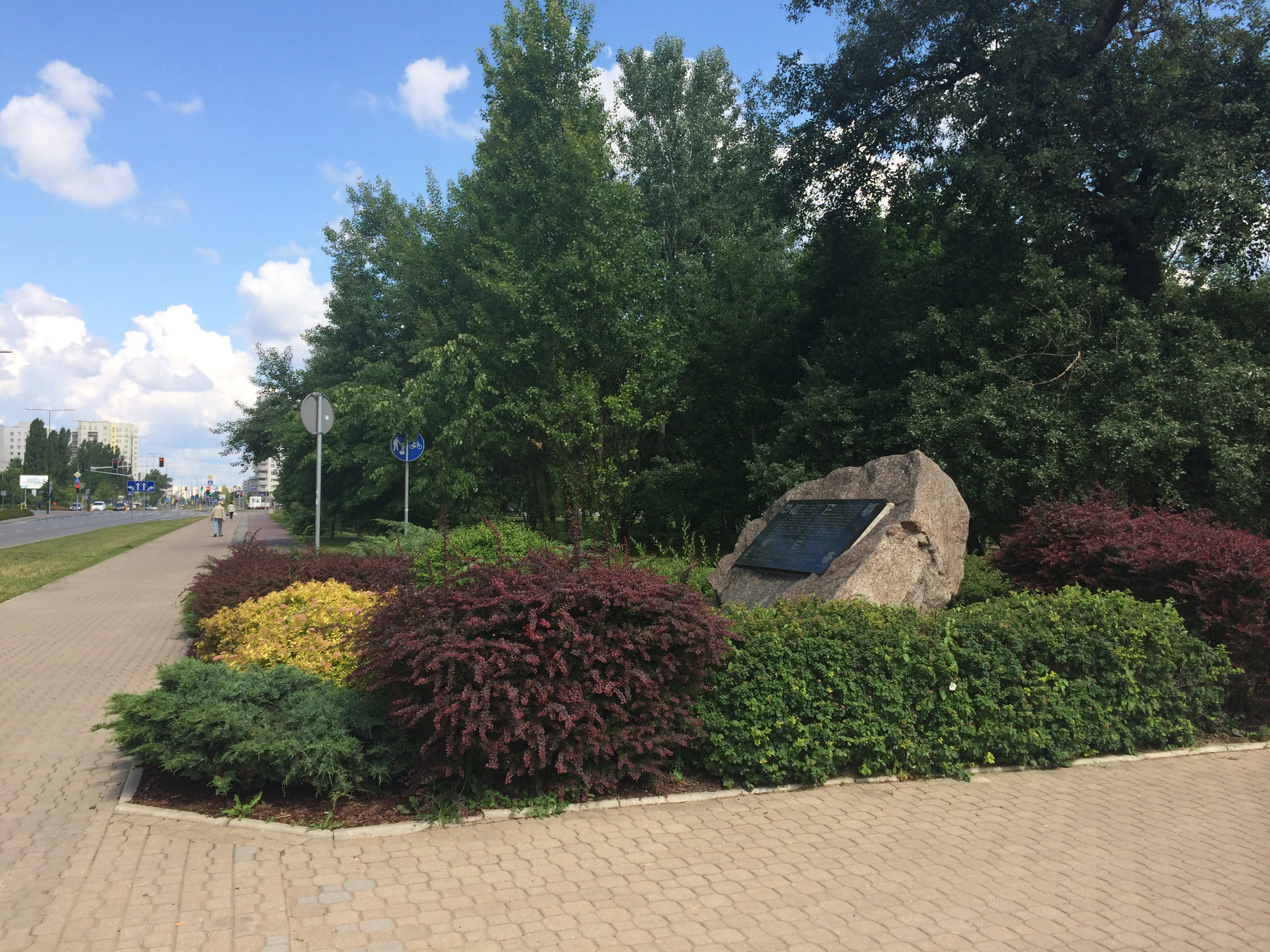
Wygląd ogólny pomnika

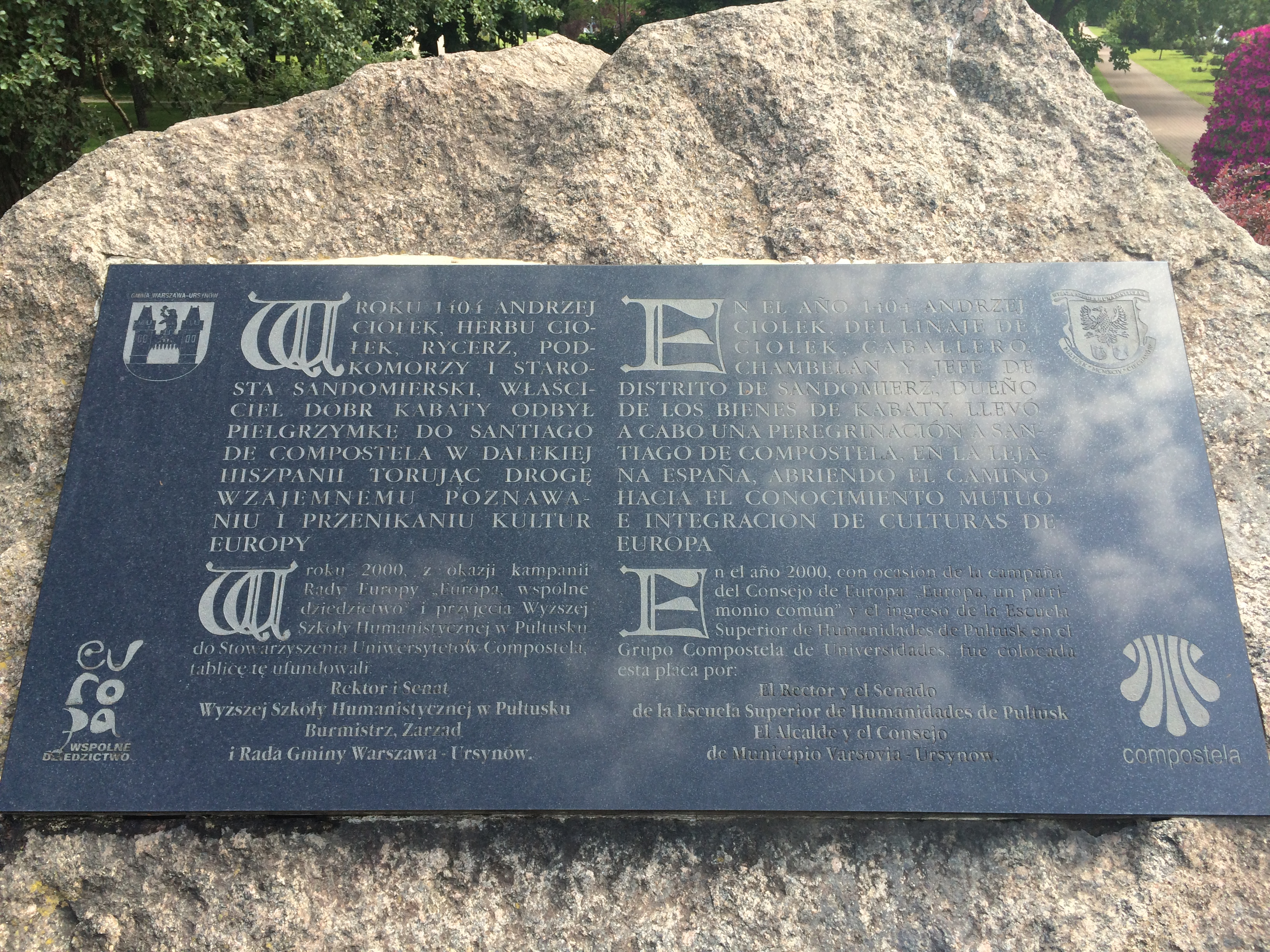
Polsko-hiszpański napis na tablicy umieszczonej na pomniku w 2000 r.

Pomnik jest głazem narzutowym, posadowionym na wzniesieniu. W 2000 r. przymocowano do niego kamienną tablicę z dwujęzyczną, polsko-hiszpańską inskrypcją. Polski napis na tablicy pomnika brzmiał następująco:

W roku 1404 Andrzej Ciołek, herbu Ciołek, rycerz, podkomorzy i starosta sandomierski, właściciel dóbr Kabaty odbył pielgrzymkę do Santiago de Compostela w dalekiej Hiszpanii, torując drogę wzajemnemu poznawaniu i przenikaniu kultur Europy.
W roku 2000, z okazji kampanii Rady Europy „Europa, wspólne dziedzictwo” i przyjęcia Wyższej Szkoły Humanistycznej w Pułtusku do Stowarzyszenia Uniwersytetów Compostela, tablicę tę ufundowali: Rektor i Senat Wyższej Szkoły Humanistycznej w Pułtusku, Burmistrz, Zarząd i Rada Gminy Warszawa-Ursynów.

Napis w języku hiszpańskim był dokładnym tłumaczeniem tekstu polskiego.
Na tablicy umieszczono herby: dzielnicy Warszawa-Ursynów, Wyższej Szkoły Humanistycznej w Pułtusku, logo kampanii „Europa, wspólne dziedzictwo” i znak muszli św. Jakuba, symbolu osób odbywających pielgrzymki do Santiago de Compostela.
W listopadzie 2024 r., w 620. rocznicę wyprawy Andrzeja Ciołka do Hiszpanii, z inicjatywy dr. Krzysztofa Czubaszka, dyrektora Ursynowskiego Centrum Kultury „Alternatywy”, tablica na pomniku została wymieniona na nową, zawierającą następujący tekst w języku polskim:

W roku 1404 Andrzej Ciołek, herbu własnego – syn wojewody mazowieckiego i właściciela wsi Kabaty Andrzeja Ciołka, późniejszy uczestnik bitwy pod Grunwaldem, pan na Żelechowie, podkomorzy i starosta sandomierski oraz starosta generalny wielkopolski – odbył podróż do dalekiej Hiszpanii, torując drogę wzajemnemu poznawaniu i przenikaniu kultur Europy

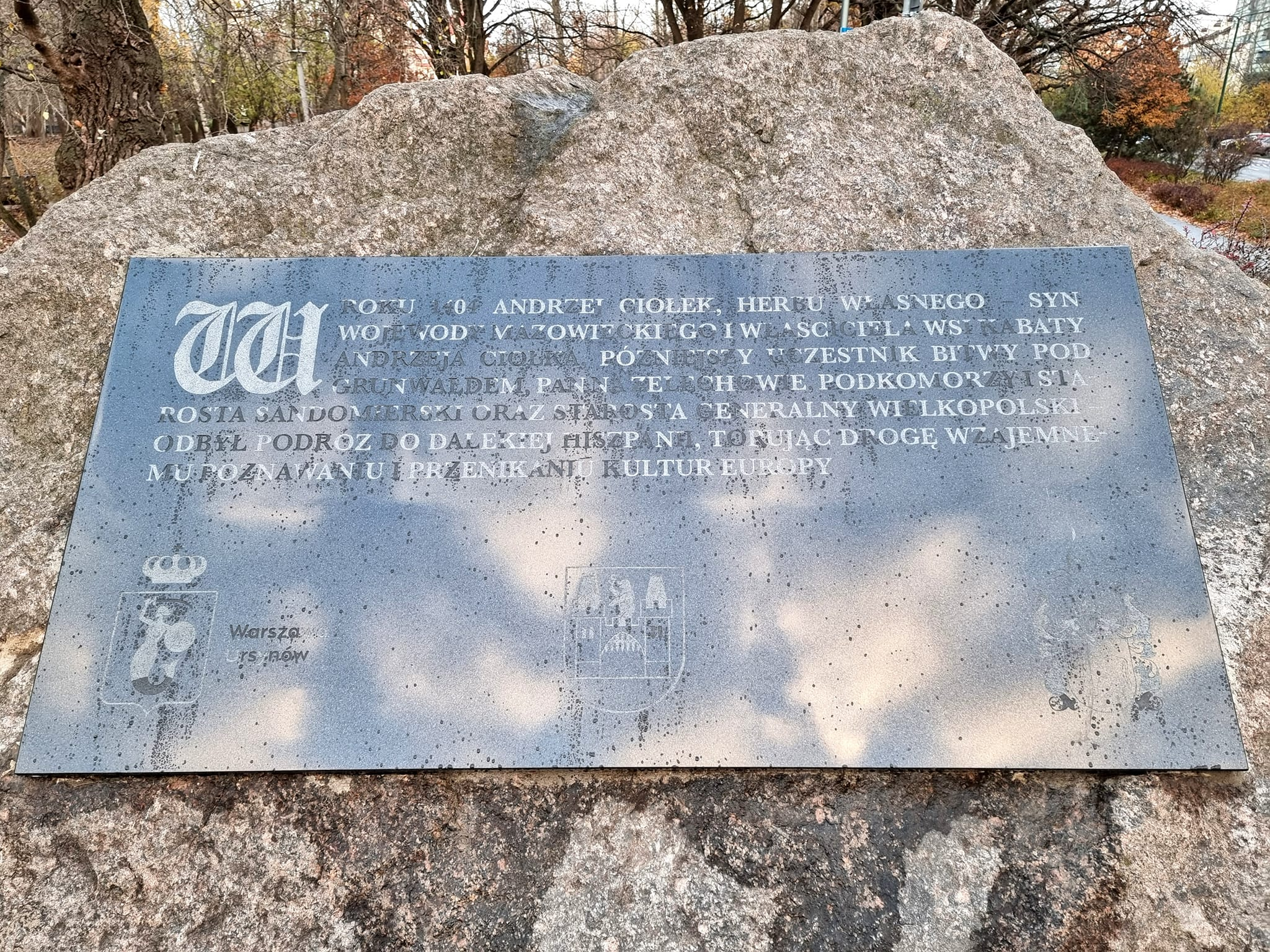
Nowa tablica umieszczona na pomniku w listopadzie 2024 r.

Pod tekstem umieszczone są trzy herby: miasta stołecznego Warszawy, dzielnicy Ursynów i rodu Ciołków.